# Acalypha adenostachya
Acalypha adenostachya är en törelväxtart som beskrevs av Johannes Müller Argoviensis. Acalypha adenostachya ingår i släktet akalyfor, och familjen törelväxter. Inga underarter finns listade i Catalogue of Life.